# Chrysopée

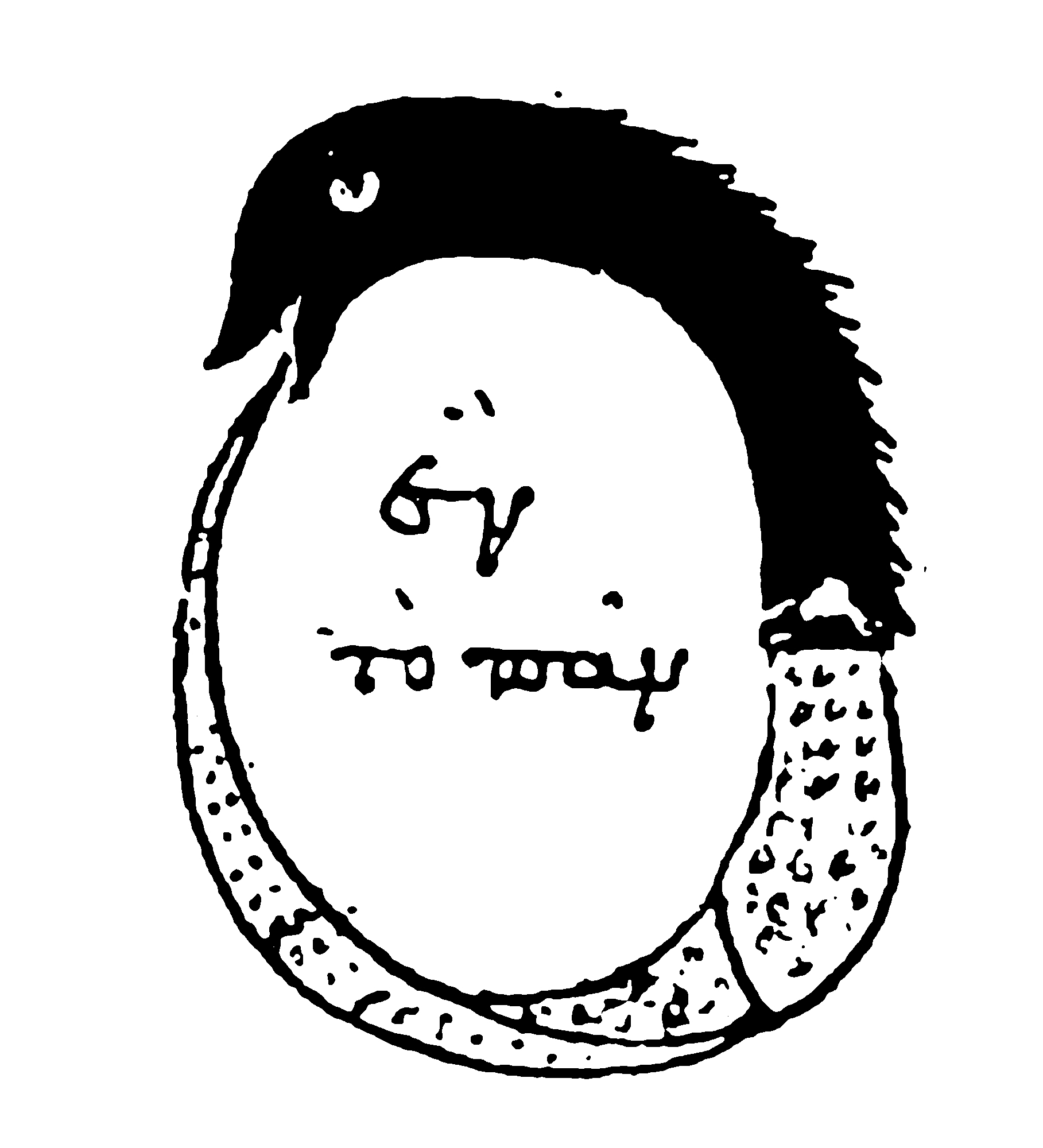
Exemple d'ouroboros, symbole alchimique.

Chrysopée (du grec khrysos, « or », et poiēin, « faire »), en latin chrysopoeia, est un terme utilisé en alchimie. Il s'agit de l'art de faire de l'or par transmutation.
Louis Cattiaux distingue chrysopée, hermétisme et alchimie : « La palingénésie est le terme le plus élevé de l'alchimie, comme la chrysopée en est le terme le plus bas. L'alchimie est la réalisation de l'art sacerdotal et de l'art royal. [...] Il ne faut pas confondre alchimie avec chrysopée, car l'alchimie qui est la pratique de l'hermétisme est la science totale de l'être, tandis que la chrysopée n'est que la partie qui concerne les métaux comme l'argyropée également. »